# Maria Anna Victoria von Bayern

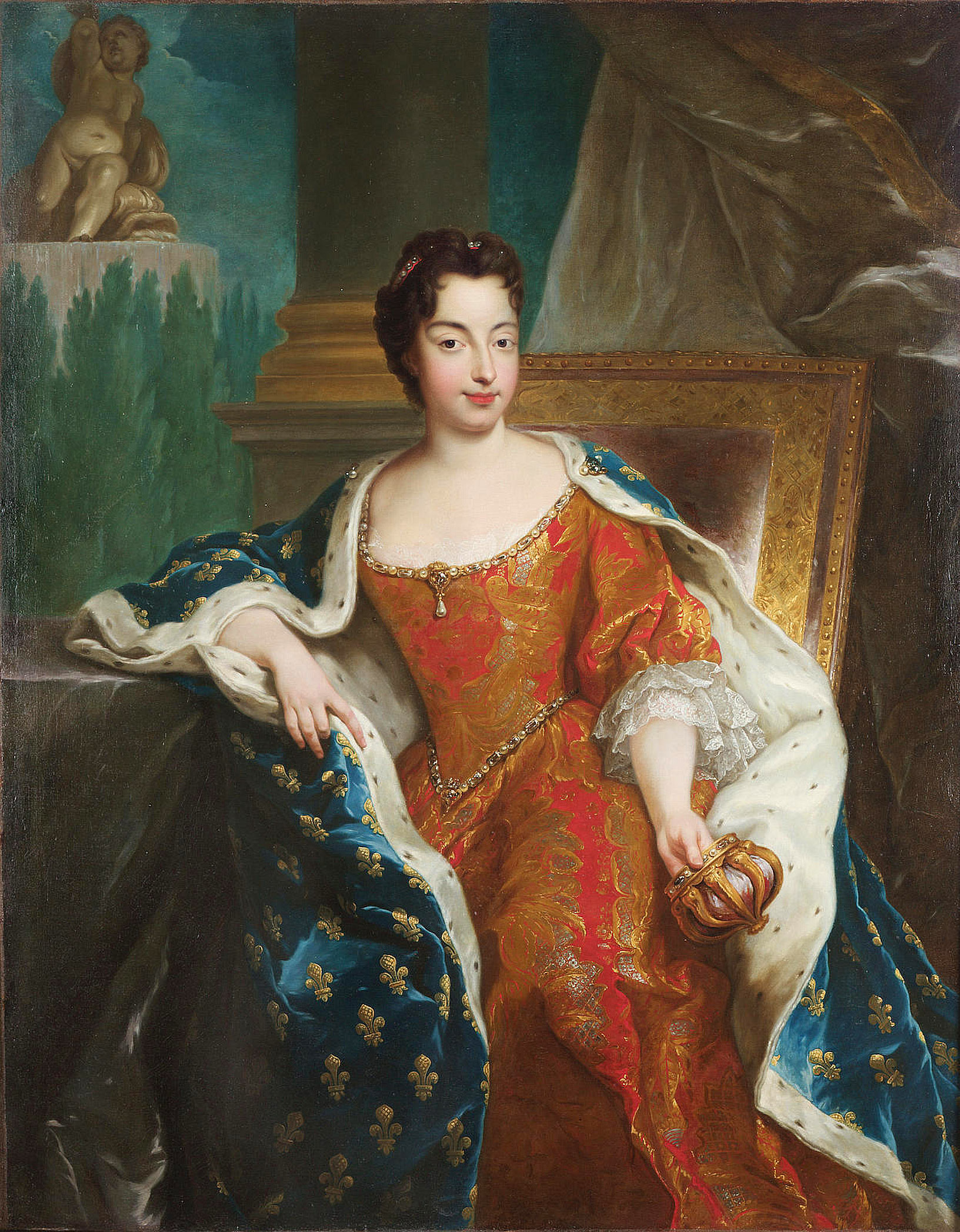
Maria Anna Victoria von Bayern, la Grande Dauphine, Gemälde von François de Troy

Maria Anna Christine Victoria von Bayern, verh. Marie-Anne de France (* 28. November 1660 in München; † 20. April 1690 in Versailles) war eine bayerische Prinzessin und als Gemahlin des französischen Thronfolgers 'la Grande Dauphine'.

## Leben
Maria Anna Victoria war die älteste Tochter des Kurfürsten Ferdinand Maria von Bayern (1636–1679) aus dessen Ehe mit Henriette Adelheid (1636–1676), Tochter des Herzogs Viktor Amadeus I. von Savoyen. Vor allem ihre Mutter legte Augenmerk auf die künstlerische und musikalische Ausbildung der Prinzessin. Maria Anna Victoria dichtete, malte, sang und spielte Harfe. Zu ihren Lehrern gehörte unter anderem Johann Caspar von Kerll.

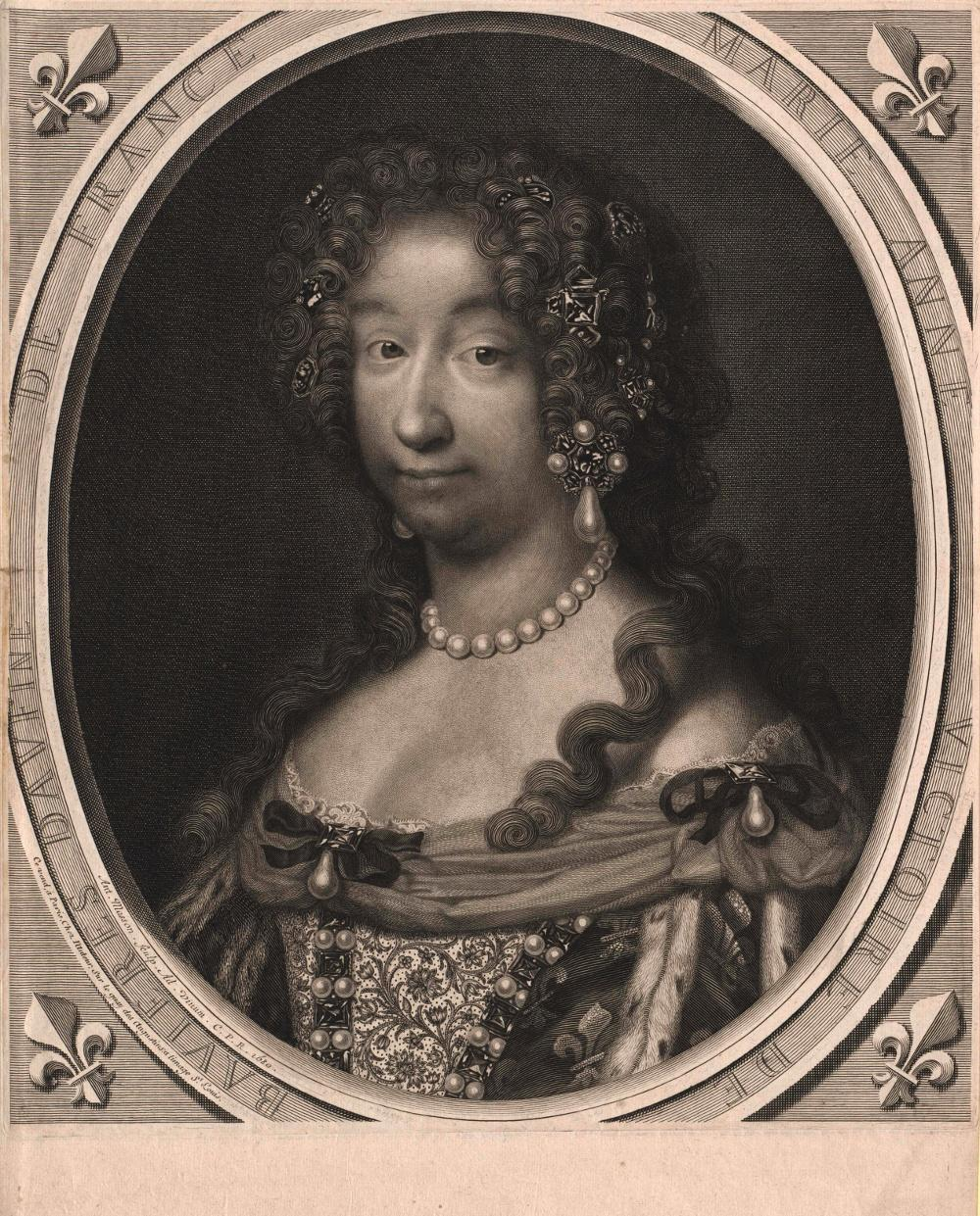
Maria Anna Victoria um 1680

Maria Anna Victoria war für ihre Zeit umfassend gebildet, sie sprach fließend Deutsch (mit bairischem Akzent), Französisch, Italienisch und konnte fließend Latein lesen. Sie konnte zeichnen, auf vornehme und anmutige Art tanzen, vorzeigbar singen und das Cembalo spielen. Liselotte von der Pfalz, die sie am französischen Hof kennenlernte, bezeichnet sie als sehr geistvoll, liebenswürdig und mit natürlichem Wesen. „Sie ist sehr zuvorkommend, aber dies voller Würde und ohne geschmacklos zu werden.“ Allerdings wird ebenfalls einhellig berichtet, dass die Prinzessin wahrlich keine Schönheit war.
Bereits im geheimen bayerisch-französischen Bündnisvertrag vom 17. Februar 1670 wurde die spätere Heirat der damals neunjährigen Maria Anna mit dem ein Jahr jüngeren französischen Kronprinzen vereinbart. Vor allem ihre Mutter, selbst Enkelin eines Bourbonen-Königs, erhoffte sich durch das Heiratsprojekt eine dynastische Erhöhung ihrer Nachfahren.
Am 16. Januar 1680 warb dann der Herzog von Créquy als außerordentlicher Botschafter Ludwigs XIV. von Frankreich in München um die Hand der Prinzessin. Der Heiratsvertrag war schon 14 Tage vorher unterschrieben worden. Maria Anna Victoria heiratete am 7. März 1680 in Châlons-sur-Marne ihren Cousin 2. Grades, den französischen Thronfolger Ludwig, Dauphin de Viennois (1661–1711). Die Ehe war, vor allem aus französischer Sicht, aus politischen Gründen geschlossen und durch Colbert de Croissy in München ausgehandelt worden. Die dadurch bezeugte Annäherung Bayerns an Frankreich erregte bei Kaiser Leopold I. große Besorgnis, der befürchtete, Bayern könnte über Salzburg Österreich angreifen.
Nach ihrer Heirat nahm Maria Anna Victoria nach der Königin den zweiten Rang der Damen am Hof des Sonnenkönigs ein. Neben Liselotte von der Pfalz, die mit dem Bruder des Königs verheiratet war und zu der sie ein sehr enges Verhältnis entwickelte, war sie bereits die zweite Wittelsbacherin am Hofe Ludwigs. Nach dem Tod der Königin 1683 war sie erste Frau des Reiches und bezog deren Appartements in Versailles. Die Thronfolgerin wurde als fromm und melancholisch beschrieben, während ihr Ehemann den Vergnügungen des Hofes zugetan war und Mätressen hatte.
Maria Anna Victoria starb bereits 29-jährig und wurde in Saint-Denis bestattet.

## Nachkommen
Aus ihrer Ehe hatte Maria Anna Victoria folgende Kinder:
- Ludwig (1682–1712), Dauphin von Viennois, Herzog von Burgund

⚭ Prinzessin Maria Adelaide von Savoyen (1685–1712)
- Philipp V. (1683–1746), König von Spanien

⚭ 1. 1701 Prinzessin Maria Luisa von Savoyen (1688–1714)
⚭ 2. 1714 Prinzessin Elisabetta Farnese von Parma (1692–1766)
- Karl (1686–1714), Herzog von Berry

⚭ 1710 Prinzessin Louise Élisabeth d’Orléans (1695–1719)

## Sonstiges
Auf dem Epitaph des bayerischen Generalfeldzeugmeisters Heinrich Vambes de Florimont (1663–1752), an der Frauenkirche München, ist vermerkt, dass sie diesen in Frankreich für die bayerische Armee angeworben hatte.